# کارخانه حریربافی چالوس
کارخانهٔ حریربافی چالوس، کارخانه‌ای بود که از سال ۱۳۱۵ تا ۱۳۳۷ در چالوس مشغول کار و تولید محصولات ابریشمی بود. این کارخانه یکی از مهمترین و عظیم‌ترین کارخانه‌های نساجی جهان در نوع خود بود. کار ساختمان آن در ۱۳۱۲ آغاز شد و مهندسان فرانسوی و لهستانی طراحی آن را بر عهده داشتند. ماشین‌الات آن از فرانسه و از شهر لیون خریداری شد و در آن زمان بنائی نظیر آن تنها در شهر لیون قرار داشت. این کارخانه در روز ۱۶ مرداد ۱۳۱۶ گشایش یافت.
محصولات کارخانه، ابریشم طبیعی خالص، پارچه‌های ابریشمی، پرده‌های ابریشمی، جوراب و کراوات بود، و این محصولات به خارج صادر می‌گردید. 
بنای کارخانه ۲.۷ هکتار بوده است که در محور مرکزی شهر واقع در شمال‌غربی رود چالوس در زمینی به مساحت هشت هکتار قرار داشته است.
برای سکونت کارگران کارخانه که غیر بومی بودند، ۲۵ بلوک آپارتمانی بزرگ و وسیع به نام آسایشگاه احداث شد که خانواده‌های کارگری به طور دسته‌جمعی در واحدهای آسایشگاه‌ها زندگی می کردند و این شاید نخستین نشانهٔ آپارتمان‌نشینی در ایران بود که از سال ۱۳۱۴ در چالوس انجام پذیرفت.
پس از تعطیلی کارخانه ماشین‌های نخ‌ریسی و پارچه‌بافی مخصوص ابریشم را به رشت انتقال داده و ساختمان آن به وزارت کشاورزی و منابع طبیعی سپرده شده بود. بعد از انقلاب اسلامی نیز به سپاه پاسداران واگذار شد.
روزنامهٔ اطلاعات مورخ چهارشنبه ۳۰ آبان ۱۳۵۲ نوشت که «کارخانه حریربافی سابق چالوس  تبدیل به کارخانه مبل‌سازی و صنایع چوب خواهد شد و هزینه آن مبلغ پانصد میلیون ریال برآورد شده است!»

## تخریب
بنای کارخانه در اسفند ۱۳۹۶ سه ماه پس از ثبت ملی شبانه با بولدوزر تخریب شد.